# 丹宁男爵汤姆·丹宁
艾弗烈·湯普森·「湯姆」·丹寧，丹寧男爵，OM，PC（英語：Alfred Thompson 'Tom' Denning, Baron Denning，1899年1月23日—1999年3月5日），祖籍英格蘭漢普郡，是英國第一次世界大戰退伍軍人、法學家、法官和大律師，曾任上議院法官及卷宗主事官（Master of the Rolls，即英格蘭及威爾斯上訴法院的首席民事法官）等職。

## 生平
丹寧勳爵曾任法官達38年之久，一直到1982年才以82歲之齡退休。丹寧勳爵對案件有不少獨到的觀點，儘管有部份的重要概念被上議院所推翻（如根本性違約），但當中亦有不少仍然成為今日普通法的重要基石。在其長長的司法生涯中，他亦曾有不少著名的判例。